# Liebe am Fjord – Sog der Gezeiten
Sog der Gezeiten ist ein deutscher Fernsehfilm von Jörg Grünler aus dem Jahr 2013. Es handelt sich um die siebente Episode der ARD-Filmreihe Liebe am Fjord, wobei die einzelnen Filme verbindet, dass sie vor der Kulisse norwegischer Fjorde angesiedelt sind und romantische Melodramen zum Inhalt haben.
Das Erste schrieb zur Erstausstrahlung des Films: „In dem Melodram aus der Reihe ‚Liebe am Fjord‘ muss Esther Schweins als ambitionierte Architektin die Statik ihres Gefühlslebens neu berechnen. In den weiteren Hauptrollen überzeugen Hendrik Duryn als sympathischer Bootsbauer und Stephanie Japp als Ehefrau, die mit ihrem Schicksal hadert. Außerdem treten Markus Knüfken, Sina Knecht, Peter Prager und Teresa Harder als patente Pfarrerin auf. Unter Jörg Grünlers sensibler Regie spitzt sich die aufwühlende Geschichte dramatisch zu. Die imposante Stabkirche von Borgund gibt dem Film eine ganz eigene Atmosphäre.“

## Handlung
Die norwegische Architektin Agnes Wallem, die sich vor kurzem selbstständig gemacht hat, muss für ihren ersten großen Auftrag zur Präsentation in eine Küstenstadt des Landes reisen. Dort am Sognefjord soll sie ein Gemeindehaus entwerfen, das zu der sich daneben befindlichen Stabkirche, einer der schönsten und ältesten des Landes überhaupt, passt. Als Agnes zu einem Empfang ihr zu Ehren geht, erkennt sie in der Bürgermeisterin Luisa Storstein die Frau wieder, wegen der ihre große Liebe, der Schiffsbauingenieur Kristian, nicht zu ihr zurückgekommen ist. Sie hatte Kristian verlassen, in dem Irrglauben, noch nach etwas suchen zu müssen, aber schnell erkannt, dass Kristian der Mann ist, mit dem sie ihr Leben verbringen und eine Familie gründen wollte. Nun sind er und Luisa und die kleine Mia die Familie, die sie mit ihm haben wollte.
Nachdenklich fragt sie sich, warum Luisa ausgerechnet ihr den Auftrag übertragen hat. Auch dass Agnes und Kristian sich wieder annähern, scheint ihr nichts auszumachen, ganz im Gegenteil. Kristian allerdings ist irritiert und glaubt, dass seine Frau eine Affäre hat. Dafür spricht auch, dass sie Termine wahrnimmt, über die sie nicht spricht und ziemlich oft abwesend ist auch über Nacht. Nach einer Exkursion in die Berge, wo es alte Felsmalereien gibt, die Agnes in das neue Objekt integrieren möchte, schlafen Kristian und sie miteinander. Im Anschluss daran beschließen sie jedoch, dass man die Zeit nicht zurückdrehen könne und jeder sein Leben leben müsse, wollen sich aber noch ein letztes Mal treffen. An diesem Tag taucht jedoch der Neurologe Jonas Tjersland auf, mit dem Agnes seit einiger Zeit in einer Beziehung lebt. Er merkt sehr schnell, dass etwas mit Agnes nicht stimmt und sucht das Gespräch mit ihr.
Als Kristian wenig später seinen Geburtstag feiert, sind auch Agnes und Jonas Gäste der Party. Es herrscht eine angespannte Stimmung zwischen ihm und Kristian aber auch zwischen ihm und Agnes. Jonas entschließt sich, die Rückreise anzutreten. Am anderen Tag sieht Agnes, wie Luisa auf den Stufen der Stabkirche zusammenbricht. Nachdem Agnes auf sie einwirkt, erzählt sie ihr, dass sie todkrank sei und sterben werde. Sie versichert Agnes, dass sie wolle, dass sie wieder mit Kristian zusammenkommt, sie sei die Frau, die er immer geliebt habe. Agnes erzählt Kristian alles, der sofort nach Hause eilt. Luisa ist jedoch nicht da. Eine Vermutung lässt Kristian und Agnes in die Berge eilen, auf einem Felsvorsprung am Fjord steht Luisa. Sie ist fest entschlossen in die Tiefe zu springen, gerade noch rechtzeitig kann Kristian sie zurückreißen. Vielleicht lässt sie ja nun doch die Operation durchführen, die die Ärzte ihr angeraten haben und die Hoffnung auf Heilung verspricht. Denn Kristian und die kleine Mia brauchen sie.
Vom Schiff aus ruft Agnes Jonas an und meint, sie möchte gerne nach Hause kommen wollen, wenn es für ihn gut sei, dann würde sie wirklich sehr gern nach Hause kommen.

## Produktion, Veröffentlichung

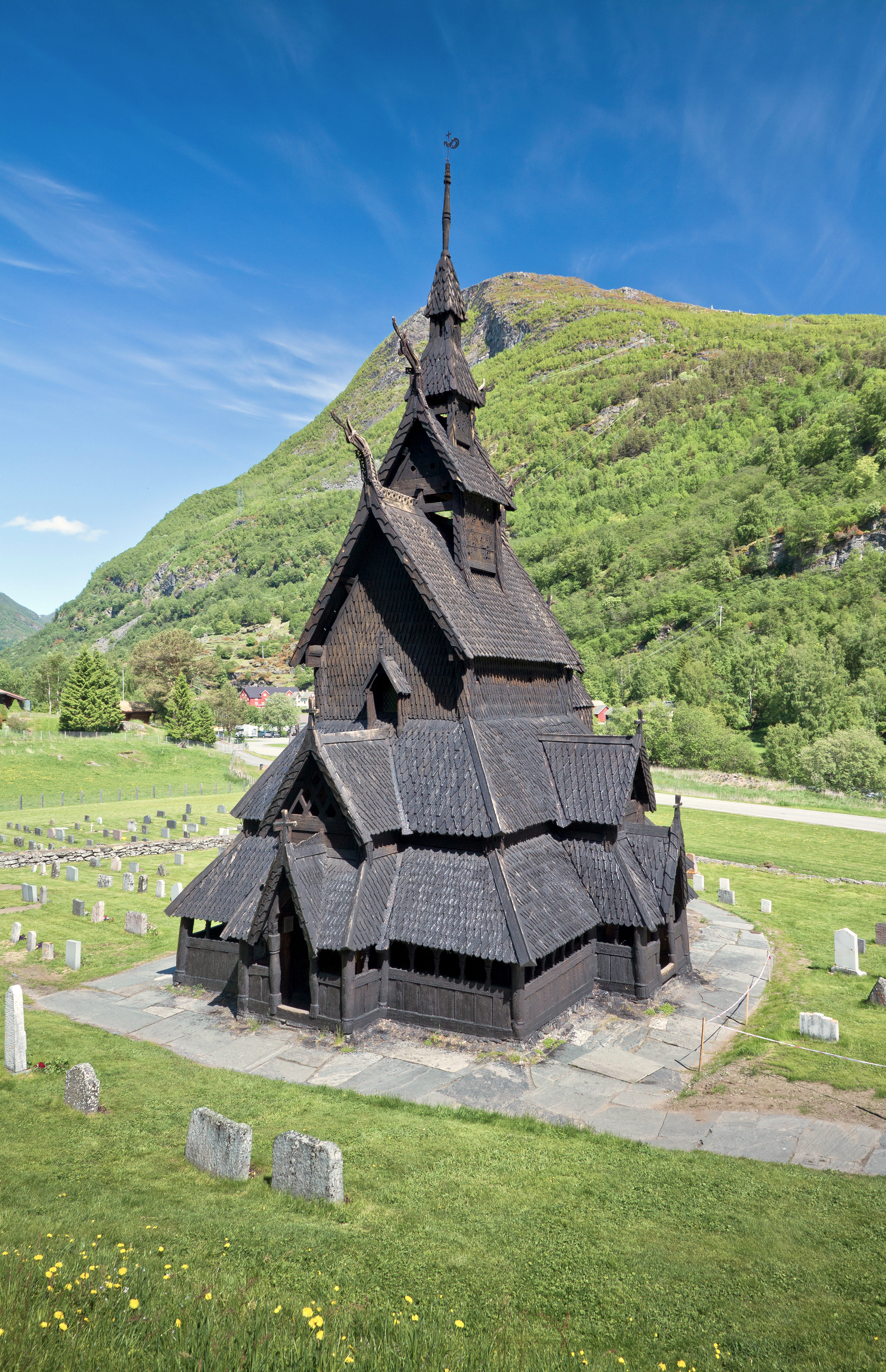
Stabkirche Borgund einer der Drehorte

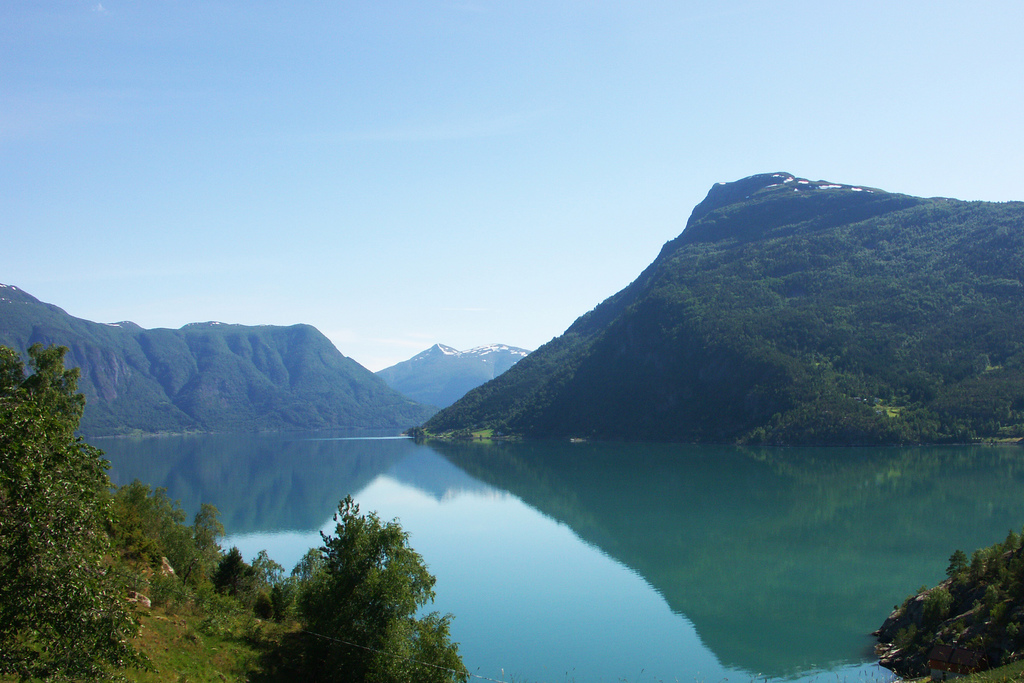
Lustrafjord, ein weiterer Drehort

Die Dreharbeiten für Sog der Gezeiten erstreckten sich über den Zeitraum 1. Juli bis zum 3. August 2011 an Schauplätzen in Norwegen (Fresvik am Sognefjord, Vik, Stabkirche Borgund in der Kommune Lærdal zwischen Fagernes und Sogndal im Lærdal am Fluss Lærdalselva, am Lustrafjord, einem abzweigenden Seitenarm des Sognefjords). Produziert wurde der Film von der Letterbox Filmproduktion GmbH beziehungsweise der Studio Hamburg GmbH. Der zuständige Redakteur für die ARD Degeto war Stefan Kruppa.
Die Erstausstrahlung des Films fand am Freitag, dem 1. November 2013, im Programm der ARD Das Erste statt.

## Kritik
Die Kritiker der Fernsehzeitschrift TV Spielfilm zeigten mit dem Daumen nach unten und meinten, die Antworten am Ende des Films würden den Zuschauer „leider ebenso fassungslos“ machen wie die Architektin Agnes. Fazit: „An diesem Fjord geht es ganz tief runter…“
Rainer Tittelbach gab dem Film auf seiner Seite tittelbach.tv drei von sechs möglichen Sternen und meinte, der Film mache „ein wenig ratlos“. Weiter führte er aus: „Hier stimmen weder Dramaturgie noch die Politik der Gefühle und auch die Schauspieler überzeugen nicht. Der allenfalls gut fotografierte Film sieht so aus, als ob für die Macher von Anfang an nicht feststand, wie man die Geschichte paartechnisch ausgehen lassen möchte. Obwohl der Film von Jörg Grünler an Dramatik alles auffährt, was das Genre einst auszeichnete, dürfte diese Fjord-Mär wohl auch den Fan der alten Melodram-Schule unbefriedigt zurücklassen. […] Würde die Ehefrau mit offenen Karten spielen, wären Fjord-Ausflug und Film schnell zuende gewesen. Aber selbst, wenn man dem Genre eine gewisse ‚trickyness‘ zugesteht – diese Geschichte mit der seltsamen Komplizenschaft, in die der Zuschauer gezwungen wird, funktioniert hinten und vorne nicht; aber auch in der Mitte des Films von Jörg Grünler ist es nicht viel besser.“ Der Kritiker war der Ansicht, „bis auf Stephanie Japp“ könnten die Schauspieler „nicht überzeugen“. Esther Schweins habe „seltsam eingefrorene Gesichtszüge“ und „der schauspielerische Beitrag von Sympath Hendrik Duryn“ sei „sein fragender „Was-geschieht-da-mit-mir“-Blick. Und der Freund der Heldin, gespielt von Leichtgewicht Markus Knüfken“, sei „der geborene Verlierer“. […] „Sehr wohlwollend“ seien „gerade noch 3 Sterne drin!“
Der Westen schrieb, „die Geschichte des verschachtelten Melodrams“ sei „besser als ihr Titel“. […] „Das Gemisch“ entwickele sich „zu einer komplexen Beziehungsgeschichte“ […] und sei „nicht der Gute-Laune-Kitsch, den der Name vermuten“ lasse. Hauptdarstellerin Esther Schweins und ihre Kollegen spielten „ihre Parts routiniert herunter, wirklich überzeugen“ könne „das Melodram aber nicht“. Die „Kulisse Norwegens“ sei „mit der Geschichte überhaupt nicht verknüpft […] die Story könne auch im Alpenvorland Platz finden“. […] „Die Macher“ hielten „an der seltsamen Tradition deutscher Fernsehproduktionen fest, ausländische Drehorte konsequent einzudeutschen.“
Frank Jürgens konnte dem Film in der Neuen Osnabrücker Zeitung rein gar nichts abgewinnen und machte das in seiner Kritik sehr deutlich, indem er schrieb: „Esther Schweins begibt sich in die ARD-Niederungen der Liebe am Fjord – Sog der Gezeiten […] und begeht mit allen Beteiligten kollektive Leistungsverweigerung.“ […] „Freilich, die Reihe ‚Liebe am Fjord‘ war noch nie ein Quell kreativer Inspiration. Aber dieser ‚Sog der Gezeiten‘ grenzt an böswillige Leistungsverweigerung. Obwohl die Geschichte jede Menge Konfliktpotenzial enthält, verzichten Regisseur Jörg Grünler und die beiden Autoren Maria Solrun und Jörg Tensing auf jegliche Art eines dramaturgischen Spannungsbogens. Stattdessen wird der Film bis zum uninspirierten, ja, ärgerlichen Ende von dümmlichen Dialogzeilen begleitet: ‚An einem Ort wie diesem vergeht die Zeit viel langsamer.‘ Sehr viel langsamer.“
Für den Filmdienst war der Film ein: „Gefühlsduseliger (Fernseh-)Romantik-Reigen voller Scheinkonflikten, der allenfalls eine eindrucksvolle Ausstattung sowie pittoreske Kulissen bietet. – Ab 14.“